# Уайтхорн (Си-Трейн)
«Уайтхорн» (англ. Whitehorn) — станция Си-Трейна в Калгари. Эта станция открылась в 1985 году и в 2007 году обслуживала 18 600 пассажиров за день.
Станция расположена неподалёку от 36 улицы, сразу к северу от Уайтхорн-Драйв; находится в 9,8 км от мэрии. Это станция являлась конечной северо-восточной линии чуть более 22-х лет (с момента её открытия 27 апреля 1985 до 17 декабря 2007).
Уайтхорн соединяет обе стороны 36-й улицы. Доступ к платформе обеспечивают лифт, лестницы, эскалаторы. 
В 2005 году был зафиксирован средний транзит в 17 400 посадок (будний день).
Станция прошла реконструкцию и появилось 4 пути, а также был оборудован второй вход на уже существующую платформу. Реконструкция началась летом 2010 года и закончилась в августе 2011.